# Сумбу (национальный парк)
Национальный парк «Сумбу» (также называемый «Нсумбу») (англ. Nsumbu National Park) — национальный парк в Замбии, на западном берегу озера Танганьика, недалеко от его южной оконечности, в Северной провинции Замбии. Он охватывает около 2000 км2 и имеет около 80 км береговой линии озера, включая четыре залива (Касаба, Кала, Нкамба и Сумбу) и полуостров Нундо-Хед.

## Туризм
На озере Танганьика есть два действующих домика, Nkamba (эксклюзивный домик в национальном парке Сумбу) и Ndole Bay к северу от парка. Kasaba Bay Lodge закрылся в 2006 году.
Сумбу предлагает наблюдение за дичью в сочетании со спортивной рыбалкой на озере и красивым ландшафтом. Берег озера включает скалистые утесы, балансирующие камни, песчаные пляжи и чистейшие воды с видом на гористый восточный берег озера. Купание не рекомендуется, так как здесь часто встречаются крокодилы и бегемоты. Nkamba Bay Lodge, расположенный в парке, предлагает сафари, греблю на каноэ, спортивную рыбалку, прогулки, ночные маршруты и сафари на лодках.
Парк в основном расположен в экорегионе лесов Миомбо Центральной Замбезии, но также включает участки редких и находящихся под угрозой исчезновения и почти непроходимых зарослей Итиги-Сумбу.
Река Луфубу прорезает долину глубиной 300 м на юге парка, но добраться туда можно только по неровным дорогам из Мбалы на юго-восток.
Парк обслуживается аэропортом Касаба-Бэй.

## Недавняя история
До конца 1960-х годов до Kasaba Bay Lodge можно было добраться только по воздуху или на лодке из Мпулунгу, и он обслуживал богатых и иностранных гостей. Власти округа Мпорокосо имели скромный гостевой дом в заливе Сумбу, до которого можно было добраться по гравийной дороге из Мпорокосо. В начале 1970-х годов эта дорога была соединена с Kasaba Bay Lodge, и в заливе Нкамба был построен новый домик.
В то время и в 1970-е годы Сумбу считался, наряду с Южной Луангвой и Кафуэ, одним из лучших национальных парков Замбии, где слоны и львы были обычным явлением.
Численность дичи в парке снизилась в 1980-х и 1990-х годах из-за отсутствия управления, усугубленного сокращением внутренних авиалиний страны, которые раньше возили посетителей в парк. Его удаленность от дорог и близость к зоне военных действий и конфликта в ДР Конго, сухопутная граница с которой проходит всего в 25 км к северу, отпугивали посетителей.

### Сегодняшний день
В последние годы в парке проведена некоторая реконструкция, и количество дичи снова растёт. Франкфуртское зоологическое общество Замбии в партнерстве с DNPW в 2017 году сформировало проект по сохранению Nsumbu Tanganyika, которым руководит Крейг Житков, и который значительно вырос.
Добраться до парка лучше всего по дороге Касама - Мпорокосо - Нсумбу. Дорога асфальтирована до Мпорокосо (170 км) и далее посыпана гравием (еще 170 км). Гравийная часть в настоящее время обрабатывается (начало 2020 года) и находится на реконструкции.
Ежегодно в марте или апреле в коттеджах Nkamba и Ndole Bay Lodges проходит соревнование по ловле рыбы в Танганьике.

## Фауна

### Животные
В парке встречаются: нильский крокодил, бегемот, бушбок, бородавочник, пуку, лошадиная антилопа, чёрная антилопа, канна, бубал, африканский буйвол, равнинная зебра, пятнистая гиена, полосатый шакал, сервал, импала, водяной козёл, редунка, кустарниковый слон (иногда), восточноафриканский лев (иногда), леопард (иногда), голубой дукер (редко), ситатунга (редко).

### Птицы
В национальном парке обитают: Фламинго, африканский водорез, колпица, усатая крачка, аист, утка, цапля, серая чайка, малая клушковая чайка, белокрылая болотная крачка, орлан-крикун, пальмовый гриф (иногда), полосатая рыбная сова (иногда).